# Zebre Parma (féminines)
Ne doit pas être confondu avec Zebre Parma.
Pour les articles homonymes, voir Zèbre (homonymie).
Dernière mise à jour : 22 octobre 2023.
Les Zebre Parma sont une franchise féminine italienne de rugby à XV. Elle évolue à Parme au stade Sergio-Lanfranchi, et ne participe pas à une compétition régulière.

## Histoire
Fondée en 2023, la franchise des Zebre est mise sur pieds, en même temps que celle du Benetton Trévise, afin de permettre un meilleur accès au rugby à XV de haut niveau pour les joueuses qui n'ont pas encore réussi à s'imposer en équipe nationale, pour les jeunes joueuses qui visent à évoluer en équipe nationale, ou encore pour des joueuses n'ayant pas l'opportunité de jouer à ce niveau au sein de leur club. Un autre but avoué est de garder les joueuses en Italie et éviter que les meilleures ne partent trop vite à l'étranger.
Le choix de Parme pour implanter la franchise a été justifié par le fait que l'équipe bénéficierait des infrastructures, de l'équipe technique ainsi que des équipements médicaux de la franchise masculine. En terme d'organisation, la fédération a l'habitude de ces rassemblements. Toutefois l'implantation n'est pas définitive selon la coordinatrice du projet, Giuliana Campanella.
Dans un premier temps, la sélection est réunie à Parme pour préparer deux matchs contre des franchises espagnoles fonctionnant sur le même principe : les Iberians de Valence et de Sitges.
La sélection se fait sur critères géographiques : la franchise de Trévise réunissant les joueuses de Vénétie, la franchise parmesane sélectionne sur tout le reste du territoire national et à l'étranger. Le premier groupe convoqué est large puisqu'il compte 32 joueuses issues de 12 clubs, huit d'entre elles jouant en deuxième division. Le groupe est par la suite réduit à 24 joueuses, dont 9 de Colorno et 3 de deuxième division. Sont également appelées l'internationale Valeria Fedrighi (Stade Toulousain) et la jeune Emma Grassi (RC Toulon PM), les deux seules qui jouent à l'étranger.
Les deux premières rencontres des Zebre sont un déplacement le 7 janvier à Valence et la réception de Sitges le 10 février. Le nom officieux de «Latin Cup» circule. La fédération italienne s'est fixé pour objectif l'organisation de quatre rencontres en 2025.

### 2024: premières rencontres
Le premier match se déroule comme prévu à Valence, dans des conditions météorologiques très venteuses.
| 7 janvier 2024 | Iberians Valence                                                                        | 12 - 19 (6 - 5) | Zebre Parma | Stade de Quatre Carreres, Valence environ 500 spectateurs Arbitre : Doriane Domenjo |
| 7 janvier 2024 | Essai(s) : 1 Esposito (81e) Transformation(s) : Alvarez Pénalité(s) : 2 Ruiz (19e, 40e) | Rapport         | Essai(s) : 3 Cavina (25e), Granzotto (64e), Gronda (78e) Transformation(s) : 2 Sacchi (64e), Mannini (78e) Carton(s) jaune(s) : Cuoghi (39e) | Stade de Quatre Carreres, Valence environ 500 spectateurs Arbitre : Doriane Domenjo |
| 7 janvier 2024 |                                                                                         | Rapport         | | Stade de Quatre Carreres, Valence environ 500 spectateurs Arbitre : Doriane Domenjo |

La seconde rencontre est organisée à Colorno.
| 10 février | Zebre Parma                                                            | 5 - 26 (0 - 21) | Iberians Sitges                                                                                      | Colorno Arbitre : Holly Wood |
| 10 février | Essai(s) : Dosi (78e) Carton(s) jaune(s) : Cheli (15e), Galleani (72e) | Rapport         | Essai(s) : Antonilez (11e, 53e), de pénalité (15e), Blanco (32e) Transformation(s) : Pena (11e, 32e) | Colorno Arbitre : Holly Wood |
| 10 février |                                                                        | Rapport         | | Colorno Arbitre : Holly Wood |